# 石破ショック

石破ショック（いしばショック）は、2024年（令和6年）9月27日に執行された2024年自由民主党総裁選挙で石破茂が当選したことに起因する、27日から9月30日にかけての株価の暴落を指す。

## 「三強」の経済政策
自由民主党総裁岸田文雄が任期満了に伴う次期総裁選挙に不出馬を表明したことで行われる選挙には、過去最多の9人が立候補して9月12日に告示されたが、選挙運動も後半戦になると、その中でも石破茂候補・小泉進次郎候補・高市早苗候補の3人、いわゆる「3強」のうち2人が決選投票に進むと見込まれた。
高市候補は財政出動や金融緩和に積極的で、石破候補は2024年9月時点で金融所得課税強化を実施したいと言明していた。なお、石破氏はデフレ脱却の必要性も同時に訴えてきており、自民党総裁に選出された後の同年9月29日には、「金融緩和の方向は維持していかなければならない」と発言した。

## 高市トレード
高市候補が掲げた経済政策は企業界からの期待が高く、9月4日から9日にかけて東京商工リサーチが出馬表明者・出馬が取りざたされる人物のうち日本経済および自社ビジネスの発展に寄与する人物は誰かというアンケートを実施し、高市候補が1位を獲得した。
9月27日、選挙が執行され、第1回投票で高市候補が最多票を獲得すると、その政策方針への期待から日経平均株価は前日の終値よりも903円高い3万9829円を記録し、15時に取引が終了した。また円相場も一時期146円40銭台にまで円安が進行した。

## 石破ショック
第2回投票の開票が15時を越えて発表され、石破候補が選出されると、円相場が数分で143円にまで急騰した。さらに同日の大阪取引所夜間取引における12月先物でも、前日の先物清算値（3万9850円）から3万7700円まで2000円を超える急落となった。27日が金曜日のため、週が明けた月曜日の30日、「高市トレード」からの反動で、午前9時の取引開始から東証では1600円もの下げ幅を記録、午後にはいっとき2000円の下げ幅を超えるにまで至り、終値は1910円安の3万7919円55銭となった。与党の代表選挙後初日の取引としては2000年以降最大の下げ幅であった。
明治安田総合研究所の小玉祐一フェローチーフエコノミストは、30日に「高市トレード」からの反動が大きく影響しているため値動きは短期的で数日で落ち着くと分析している。

### 新聞・雑誌サイト出典
1. ↑  「【詳細】自民総裁選が告示 過去最多9人が立候補 論戦スタート」『NHK NEWS』2024年9月12日。オリジナルの2024年9月12日時点におけるアーカイブ。
2. ↑  「決選投票へ駆け引き活発　「３強」候補、重鎮に秋波―自民総裁選」『JIJI.COM』2024年9月26日。オリジナルの2024年9月25日時点におけるアーカイブ。
3. ↑  「年度内にも4万円台回復？石破茂氏当選を金融市場は手荒く歓迎　日本株は長期的に上昇か」『産経ニュース』2024年9月27日。オリジナルの2024年9月27日時点におけるアーカイブ。
4. ↑  “自民党・石破茂氏「実行したい」 金融所得課税強化に意欲”. 日本経済新聞 (2024年9月2日). 2024年9月30日閲覧。
5. ↑  “日本株は週明け下落も、円高向かい風－石破氏が金融正常化容認の観測”. Bloomberg.com (2024年9月29日). 2024年9月30日閲覧。
6. 1 2  「「高市トレード」で日経平均株価903円高（27日終値）　総裁選1回目の投票結果を受け」『TBS NEWS DIG』2024年9月27日。オリジナルの2024年9月27日時点におけるアーカイブ。
7. 1 2  「市場は〝石破ショック〟の様相　円急騰、日経平均株価の先物は一時2000円超も急落」『産経ニュース』2024年9月27日。オリジナルの2024年9月27日時点におけるアーカイブ。
8. ↑  「東証、終値は1910円安　〝石破ショック〟総裁選出後初の取引は大幅反落で終える」『産経ニュース』2024年9月30日。オリジナルの2024年9月30日時点におけるアーカイブ。
9. 1 2  「石破新総裁に〝ご祝儀相場なし〟　総裁選後初日株価　1900円超の下げ幅は過去最大規模」『産経ニュース』2024年9月30日。オリジナルの2024年9月30日時点におけるアーカイブ。

### ウェブサイト出典
1. ↑  “企業が選ぶ次の自民党総裁は高市早苗氏　立憲民主党は野田佳彦氏”.   東京商工リサーチ (2024年9月12日). 2024年9月12日時点のオリジナルよりアーカイブ。2024年10月1日閲覧。